# Donald Steiner
Donald F. Steiner (Lima, 15 luglio 1930 – Chicago, 11 novembre 2014) è stato un biochimico statunitense, noto per i suoi studi sull'insulina e i pre-ormoni del sistema APUD.

## Carriera accademica
Donald F. Steiner ha studiato presso l'Università di Cincinnati, ottenendo il baccalaureato in chimica e zoologia nel 1952. Nel 1956 ha ottenuto il Master of Science in biochimica all'Università di Chicago.
Ha svolto quindi un tirocinio presso l'Università di Washington, dove ha iniziato ad occuparsi di ricerche sul diabete, prima di rientrare a Chicago nel 1960. Attualmente è Professore A.N. Pritzker presso l'Università di Chicago, Dipartimento di Biochimica e Biologia Molecolare (BMB) ed è ricercatore presso l'Howard Hughes Medical Institute dal 1985.

## Ricerche
Nel 1965 Steiner iniziò a pubblicare le sue ricerche sull'insulina, nelle quali chiarì come viene prodotta nelle cellule β delle isole di Langerhans a partire dalla proinsulina (il primo pre-ormone ad essere scoperto).
Assieme ad alcuni colleghi determinò la struttura del peptide C umano e sviluppò la tecnica per il suo dosaggio radioimmunologico, utilizzata per misurare la produzione endogena di insulina. Il peptide C viene infatti prodotto durante la sintesi dell'ormone e il suo dosaggio permette di differenziare l'insulina endogena da quella esogena, introdotta nel trattamento del diabete. La sua concentrazione nel sangue in persone sane è nell'ordine dei 0,5-3,0 ng/ml.
Più tardi ha contribuito ad identificare diverse mutazioni del gene dell'insulina associate con sindromi diabetiche lievi e elevati livelli di insulina circolante.
In seguito ha continuato gli studi sui pre-ormoni, in particolare sugli enzimi convertasi (PC2 e PC1/3 in primis) che svolgono funzioni essenziali nella vie metaboliche degli ormoni peptidici.

## Premi e onorificenze
Nel 1979 ha ricevuto il Passano Award per le sue scoperte sulla biosintesi dell'insulina.
Nel maggio del 1984 ha ricevuto il Premio Wolf per la medicina per «le sue scoperte riguardanti la biosintesi e la trasformazione dell'insulina, che hanno dato frutti importanti frutti nel campo della biologia e della medicina clinica».
Nel 2009 ha vinto il premio della Manpei Suzuki Diabetes Foundation, riservato a coloro che hanno dato contributi essenziali nella ricerca sul diabete.